# Montfand

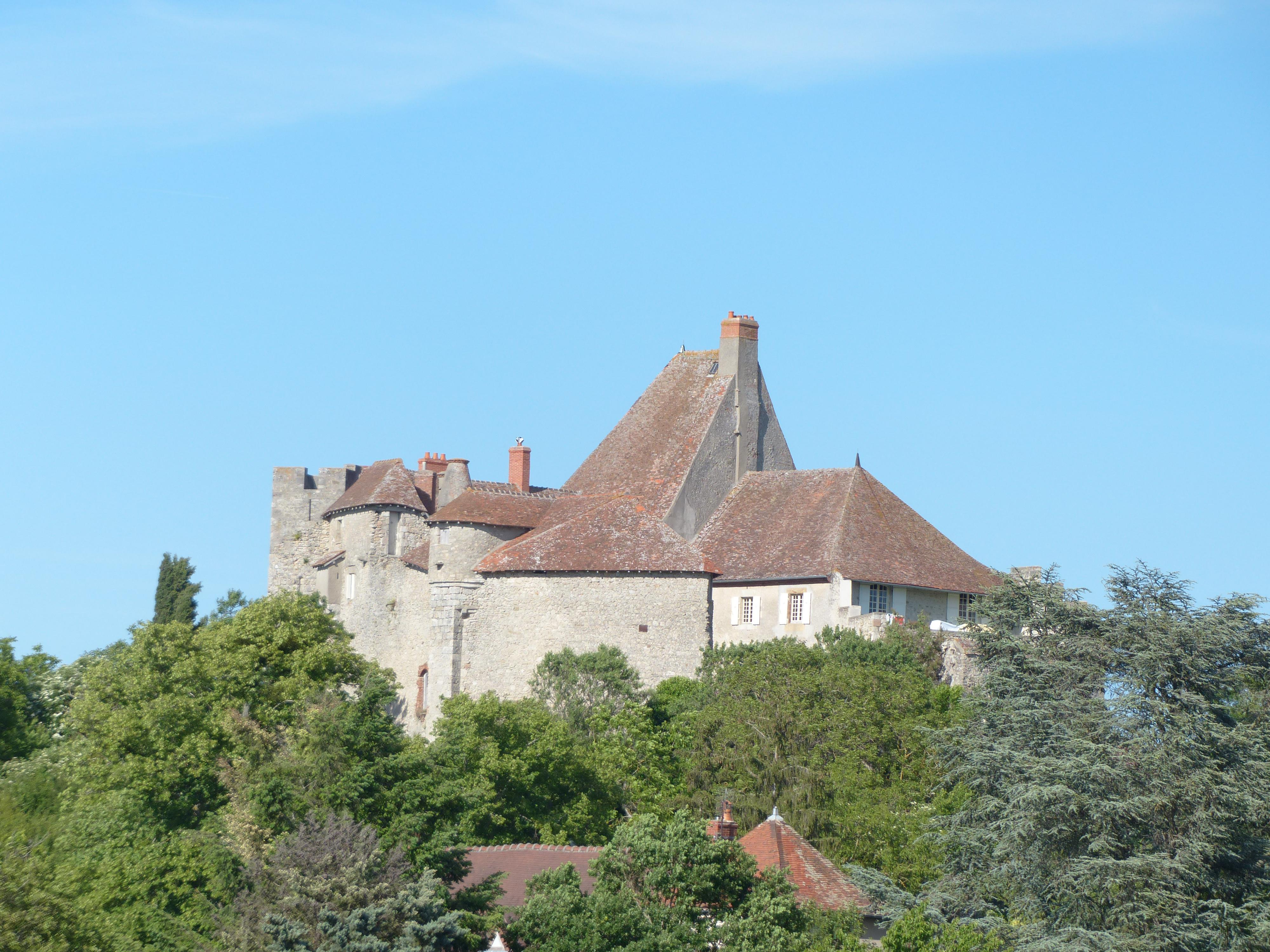
Schloss in Montfand

Das Dorf Montfand war eine ehemals selbständige französische Gemeinde, die 1830 mit der Gemeinde Louchy zur neuen Gemeinde Louchy-Montfand zusammengeschlossen wurde. Montfand liegt circa einen Kilometer nördlich von Louchy im Norden der Region Auvergne-Rhône-Alpes im Département Allier.

## Geschichte
Funde aus gallo-römischer Zeit wurden in Montfand gemacht. Der Name leitet sich von Monte fanum ab.  

## Bevölkerungsentwicklung
| Jahr                       | 1793 | 1800 | 1806 | 1821 |
| Einwohner                  | 96   | 102  | 107  | 124  |
| Quellen: Cassini und INSEE |      |      |      |      |

## Sehenswürdigkeiten
- Schloss, erbaut ab dem 14. Jahrhundert